# Double dames de badminton aux Jeux olympiques d'été de 2020
Pour un article plus général, voir Badminton aux Jeux olympiques d'été de 2020.
Navigation
Rio 2016 Paris 2024
Le tournoi de double dames de badminton aux Jeux olympiques d'été de 2020 de Tokyo se déroule au Musashino Forest Sports Plaza du 24 juillet au 2 août 2021.

## Résumé
Les quatre paires favorites se qualifient pour la deuxième partie de la compétition. Mais les japonaises Yuki Fukushima et Sayaka Hirota, têtes de série numéro, perdent un match et termine deuxièmes de leur groupe. Elles se retrouvent donc en quart de finale en bas de tableau, opposées à la paire numéro 2, les chinoises Chen Qingchen et Jia Yifan, faisant de ce match une finale avant l'heure.
Les deux paires japonaises (numéros 1 et 3) sont éliminées en quart de finale à l'issue de matchs disputés joués en trois sets.
En finale, les chinoises Chen Qingchen et Jia Yifan sont battues 21-19, 21-15 par les indonésiennes Greysia Polii et Apriyani Rahayu (n°7 au classement BWF) ; elles avaient terminé à la première place du groupe A après avoir battu les favorites japonaises.
C'est le premier titre olympique remporté par l'Indonésie en double dames. 

## Format de la compétition
La compétition se déroule en 2 parties : une phase de poule et, à l'issue de celle-ci, une série de matches à élimination directe jusqu'à la finale.

## Têtes de séries
| N° | Joueuses                               | Résultat          | Élimination par                 |
| -- | -------------------------------------- | ----------------- | ------------------------------- |
| 1  | Yuki Fukushima / Sayaka Hirota (JPN)   | Quart de finale   | Chen Qingchen / Jia Yifan       |
| 2  | Chen Qingchen / Jia Yifan (CHN)        | Médaille d'argent | Greysia Polii / Apriyani Rahayu |
| 3  | Mayu Matsumoto / Wakana Nagahara (JPN) | Quart de finale   | Kim So-yeong / Kong Hee-yong    |
| 4  | Lee So-hee / Shin Seung-chan (KOR)     | Demi-finale       | Greysia Polii / Apriyani Rahayu |

## Phase de groupes
- Les deux premiers de chaque groupe sont qualifiés pour les quarts de finale.

| Cl. | Équipe                                | Pts | J | G | P | SG | SP | PG  | PP  |
| --- | ------------------------------------- | --- | - | - | - | -- | -- | --- | --- |
| 1   | Greysia Polii / Apriyani Rahayu (INA) | 3   | 3 | 3 | 0 | 6  | 1  | 142 | 106 |
| 2   | Yuki Fukushima / Sayaka Hirota (JPN)  | 2   | 3 | 2 | 1 | 5  | 3  | 152 | 129 |
| 3   | Chow Mei Kuan / Lee Meng Yean (MAS)   | 1   | 3 | 1 | 2 | 3  | 4  | 117 | 136 |
| 4   | Chloe Birch / Lauren Smith (GBR)      | 0   | 3 | 0 | 3 | 0  | 6  | 86  | 126 |

| 24 juillet | Greysia Polii Apriyani Rahayu | 21-14, 21-17       | Chow Mei Kuan Lee Meng Yean   |
| 24 juillet | Yuki Fukushima Sayaka Hirota  | 21-13, 21-14       | Chloe Birch Lauren Smith      |
| 25 juillet | Yuki Fukushima Sayaka Hirota  | 17-21, 21-15, 21-8 | Chow Mei Kuan Lee Meng Yean   |
| 26 juillet | Greysia Polii Apriyani Rahayu | 21-11, 21-13       | Chloe Birch Lauren Smith      |
| 27 juillet | Yuki Fukushima Sayaka Hirota  | 22-24, 21-13, 8-21 | Greysia Polii Apriyani Rahayu |
| 27 juillet | Chow Mei Kuan Lee Meng Yean   | 21-19, 21-16       | Chloe Birch Lauren Smith      |

| Cl. | Équipe                                 | Pts | J | G | P | SG | SP | PG  | PP  |
| --- | -------------------------------------- | --- | - | - | - | -- | -- | --- | --- |
| 1   | Mayu Matsumoto / Wakana Nagahara (JPN) | 3   | 3 | 3 | 0 | 6  | 1  | 143 | 105 |
| 2   | Selena Piek / Cheryl Seinen (NED)      | 2   | 3 | 2 | 1 | 4  | 3  | 137 | 111 |
| 3   | Rachel Honderich / Kristen Tsai (CAN)  | 1   | 3 | 1 | 2 | 4  | 4  | 150 | 125 |
| 4   | Doha Hany / Hadia Hosny (EGY)          | 0   | 3 | 0 | 3 | 0  | 6  | 37  | 126 |

| 24 juillet | Mayu Matsumoto Wakana Nagahara | 21-7, 21-3          | Doha Hany Hadia Hosny         |
| 24 juillet | Selena Piek Cheryl Seinen      | 16-21, 21-14, 21-15 | Rachel Honderich Kristen Tsai |
| 25 juillet | Mayu Matsumoto Wakana Nagahara | 14-21, 21-19, 21-18 | Rachel Honderich Kristen Tsai |
| 26 juillet | Selena Piek Cheryl Seinen      | 21-6, 21-10         | Doha Hany Hadia Hosny         |
| 27 juillet | Mayu Matsumoto Wakana Nagahara | 24-22, 21-15        | Selena Piek Cheryl Seinen     |
| 27 juillet | Rachel Honderich Kristen Tsai  | 21-5, 21-6          | Doha Hany Hadia Hosny         |

| Cl. | Équipe                                   | Pts | J | G | P | SG | SP | PG  | PP  |
| --- | ---------------------------------------- | --- | - | - | - | -- | -- | --- | --- |
| 1   | Lee So-hee / Shin Seung-chan (KOR)       | 2   | 3 | 2 | 1 | 5  | 2  | 144 | 104 |
| 2   | Du Yue / Li Yinhui (CHN)                 | 2   | 3 | 2 | 1 | 4  | 2  | 115 | 91  |
| 3   | Setyana Mapasa / Gronya Somerville (AUS) | 1   | 3 | 1 | 2 | 2  | 5  | 91  | 136 |
| 4   | Maiken Fruergaard / Sara Thygesen (DEN)  | 1   | 3 | 1 | 2 | 3  | 5  | 138 | 157 |

| 24 juillet | Du Yue Li Yinhui                | 21-13, 21-15        | Maiken Fruergaard Sara Thygesen  |
| 24 juillet | Lee So-hee Shin Seung-chan      | 21-9, 21-6          | Setyana Mapasa Gronya Somerville |
| 25 juillet | Lee So-hee Shin Seung-chan      | 21-15, 19-21, 20-22 | Maiken Fruergaard Sara Thygesen  |
| 26 juillet | Du Yue Li Yinhui                | 21-9, 21-12         | Setyana Mapasa Gronya Somerville |
| 27 juillet | Maiken Fruergaard Sara Thygesen | 19-21, 21-13, 12-21 | Setyana Mapasa Gronya Somerville |
| 27 juillet | Lee So-hee Shin Seung-chan      | 21-19, 21-12        | Du Yue Li Yinhui                 |

| Cl. | Équipe                                              | Pts | J | G | P | SG | SP | PG  | PP  |
| --- | --------------------------------------------------- | --- | - | - | - | -- | -- | --- | --- |
| 1   | Chen Qingchen / Jia Yifan (CHN)                     | 3   | 3 | 3 | 0 | 6  | 1  | 145 | 100 |
| 2   | Kim So-yeong / Kong Hee-yong (KOR)                  | 2   | 3 | 2 | 1 | 5  | 3  | 161 | 158 |
| 3   | Gabriela Stoeva / Stefani Stoeva (BUL)              | 1   | 3 | 1 | 2 | 3  | 5  | 147 | 156 |
| 4   | Jongkolphan Kititharakul / Rawinda Prajongjai (THA) | 0   | 3 | 0 | 3 | 1  | 6  | 106 | 145 |

| 24 juillet | Chen Qingchen Jia Yifan        | 21-6, 21-10         | Jongkolphan Kititharakul Rawinda Prajongjai |
| 24 juillet | Kim So-yeong Kong Hee-yong     | 21-23, 21-12, 23-21 | Gabriela Stoeva Stefani Stoeva              |
| 25 juillet | Kim So-yeong Kong Hee-yong     | 21-19, 24-22        | Jongkolphan Kititharakul Rawinda Prajongjai |
| 26 juillet | Chen Qingchen Jia Yifan        | 21-18, 21-15        | Gabriela Stoeva Stefani Stoeva              |
| 27 juillet | Chen Qingchen Jia Yifan        | 19-21, 21-16, 21-14 | Kim So-yeong Kong Hee-yong                  |
| 27 juillet | Gabriela Stoeva Stefani Stoeva | 21-11, 16-21, 21-17 | Jongkolphan Kititharakul Rawinda Prajongjai |

## Phase à élimination directe
|  |                            |                      |                  |                 |                 |                  |    |             |                      |                               |                               |                               |                               |                               |                  |        |        |        |        |  |  |
|  | Quart de finale            | Quart de finale      | Quart de finale  | Quart de finale | Quart de finale |                  |    | Demi-finale | Demi-finale          | Demi-finale                   | Demi-finale                   | Demi-finale                   |                               |                               | Finale           | Finale | Finale | Finale | Finale |  |  |
|  | 29 juillet                 |                      |                  |                 |                 |                  |    |             |                      |                               |                               |                               |                               |                               |                  |        |        |        |        |  |  |
|  |                            |                      |                  |                 |                 |                  |    |             |                      |                               |                               |                               |                               |                               |                  |        |        |        |        |  |  |
|  | Polii / Rahayu (INA)       |                      | 21               | 20              | 21              |                  |    |             |                      |                               |                               |                               |                               |                               |                  |        |        |        |        |  |  |
|  | Polii / Rahayu (INA)       | 31 juillet           | 21               | 20              | 21              |                  |    |             |                      |                               |                               |                               |                               |                               |                  |        |        |        |        |  |  |
|  | Du / Li (CHN)              |                      | 15               | 22              | 17              |                  |    |             |                      |                               |                               |                               |                               |                               |                  |        |        |        |        |  |  |
|  | Du / Li (CHN)              | Polii / Rahayu (INA) | 15               | 22              | 17              |                  | 21 | 21          |                      |                               |                               |                               |                               |                               |                  |        |        |        |        |  |  |
|  |                            |                      |                  |                 |                 |                  | 21 | 21          |                      |                               |                               |                               |                               |                               |                  |        |        |        |        |  |  |
|  |                            |                      | Lee / Shin (KOR) | (4)             | 19              | 17               |    |             |                      |                               |                               |                               |                               |                               |                  |        |        |        |        |  |  |
|  | Lee / Shin (KOR)           | (4)                  | Lee / Shin (KOR) | (4)             | 19              | 17               | 21 | 21          |                      |                               |                               |                               |                               |                               |                  |        |        |        |        |  |  |
|  | Lee / Shin (KOR)           | (4)                  |                  |                 |                 |                  | 21 | 21          | 2 août               |                               |                               |                               |                               |                               |                  |        |        |        |        |  |  |
|  | Piek / Seinen (NED)        |                      | 8                | 17              |                 |                  |    |             |                      |                               |                               |                               |                               |                               |                  |        |        |        |        |  |  |
|  | Piek / Seinen (NED)        |                      |                  |                 |                 |                  |    |             | Polii / Rahayu (INA) |                               | 21                            | 21                            |                               |                               |                  |        |        |        |        |  |  |
|  |                            |                      |                  |                 |                 |                  |    |             | Polii / Rahayu (INA) |                               | 21                            | 21                            |                               |                               |                  |        |        |        |        |  |  |
|  |                            | Chen / Jia (CHN)     | (2)              | 19              | 15              |                  |    |             |                      |                               |                               |                               |                               |                               |                  |        |        |        |        |  |  |
|  | Kim / Kong (KOR)           | Chen / Jia (CHN)     | (2)              | 19              | 15              |                  | 21 | 14          | 28                   |                               |                               |                               |                               |                               |                  |        |        |        |        |  |  |
|  | Kim / Kong (KOR)           |                      |                  |                 |                 |                  | 21 | 14          | 28                   |                               |                               |                               |                               |                               |                  |        |        |        |        |  |  |
|  | Matsumoto / Nagahara (JPN) | (3)                  | 14               | 21              | 26              |                  |    |             |                      |                               |                               |                               |                               |                               |                  |        |        |        |        |  |  |
|  | Matsumoto / Nagahara (JPN) | (3)                  | 14               | 21              | 26              | Kim / Kong (KOR) |    | 15          | 11                   |                               |                               |                               |                               |                               |                  |        |        |        |        |  |  |
|  |                            |                      |                  |                 |                 | Kim / Kong (KOR) |    | 15          | 11                   |                               |                               |                               |                               |                               |                  |        |        |        |        |  |  |
|  |                            |                      | Chen / Jia (CHN) | (2)             | 21              | 21               |    |             |                      | Match pour la troisième place | Match pour la troisième place | Match pour la troisième place | Match pour la troisième place | Match pour la troisième place |                  |        |        |        |        |  |  |
|  | Fukushima / Hirota (JPN)   | (1)                  | Chen / Jia (CHN) | (2)             | 21              | 21               | 21 | 10          | 10                   | Match pour la troisième place | Match pour la troisième place | Match pour la troisième place | Match pour la troisième place | Match pour la troisième place |                  |        |        |        |        |  |  |
|  | Fukushima / Hirota (JPN)   | (1)                  |                  |                 |                 |                  | 21 | 10          | 10                   | 2 août                        |                               |                               |                               |                               |                  |        |        |        |        |  |  |
|  | Chen / Jia (CHN)           | (2)                  | 18               | 21              | 21              |                  |    |             |                      |                               |                               |                               |                               |                               |                  |        |        |        |        |  |  |
|  | Chen / Jia (CHN)           | (2)                  | 18               | 21              | 21              |                  |    |             |                      |                               |                               |                               |                               |                               | Lee / Shin (KOR) | (4)    | 10     | 17     |        |  |  |
|  |                            |                      |                  |                 |                 |                  |    |             |                      |                               |                               |                               |                               |                               | Lee / Shin (KOR) | (4)    | 10     | 17     |        |  |  |
|  | Kim / Kong (KOR)           |                      | 21               | 21              |                 |                  |    |             |                      |                               |                               |                               |                               |                               |                  |        |        |        |        |  |  |